# Caprimulgus natalensis
El chotacabras del Natal, chotacabras de Natal o chotacabra de cola blanca (Caprimulgus natalensis) es una especie de ave caprimulgiforme de la familia Caprimulgidae propia del África subsahariana.